# 大和ライフネクスト
大和ライフネクスト株式会社（だいわライフネクスト）は、大和ハウスグループのマンション管理会社。

## 概要
2014年3月末現在の管理戸数は23万2,306戸（前身2社の合算）。大和ハウス工業では子会社のダイワサービスがマンション管理業務などを行っていたが、リーマン・ショック後に経営が悪化したコスモスイニシアが、事業再生ADR手続申請に伴う経営立て直しの一環として、コスモスライフ株式を譲渡する事になり、大和ハウスがそれを引き受けることになった。その後、2015年4月1日に両社がダイワサービスを存続会社として合併し、現在に至る。

## 沿革
- 1976年 - 株式会社日環サービス設立。
- 1983年 - 株式会社転宅便設立、引越業務を開始。
- 1984年 - 日環サービスが親会社である環境開発株式会社（現：株式会社コスモスイニシア）のアフターサービス代行業務を開始。
- 1985年 - 日環サービスが株式会社コスモスライフに商号変更。
- 1988年 - 転宅便が株式会社ダイワサービスに商号変更。
- 1998年 - ダイワサービスが阪神エステート株式会社と合併。
- 2001年 - ダイワサービスが大和トータルサービス株式会社と合併。
- 2009年 - コスモスライフの株式がコスモスイニシアから大和ハウス工業に譲渡される[2]。
- 2010年 - コスモスライフ、(旧)大和ライフネクスト株式会社に商号変更[3]。ダイワサービスのヒューマンサービス事業をテンプスタッフ株式会社及びテンプグループ各社に事業譲渡。
- 2012年 - ダイワサービスがグローバルホールディング株式会社を子会社化[4] 。
- 2015年 - ダイワサービスと(旧)大和ライフネクストが合併[5]。